# Lily Dale

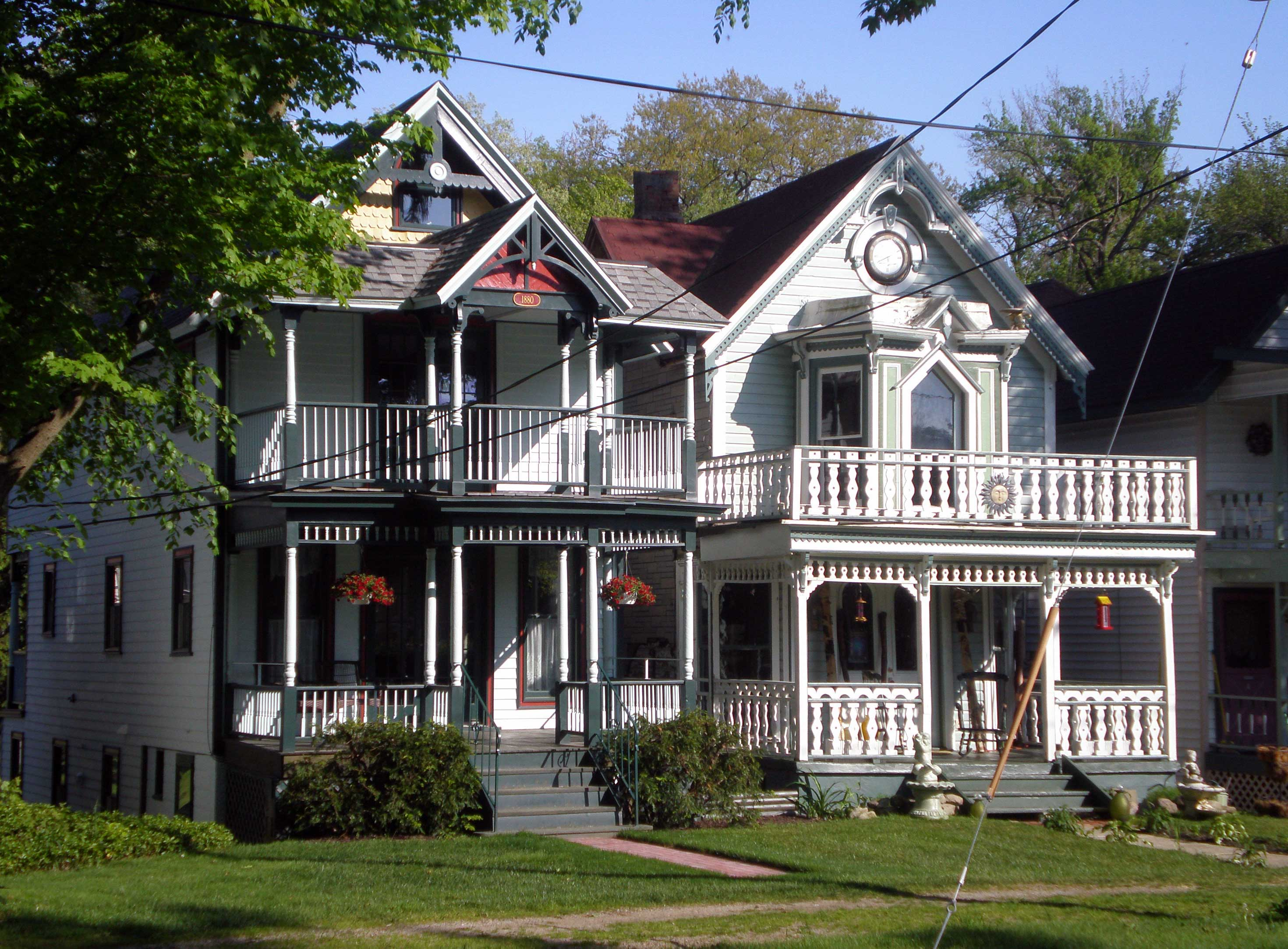
O estilo arquitetônico dominante em Lily Dale data do século XIX.

Lily Dale é um hamlet, ligado ao movimento espiritualista, localizado na cidade de Pomfret, a leste do lago Cassadaga, próximo à vila de Cassadaga. Localizado no noroeste do estado de Nova Iorque, fica a uma hora a sudoeste de Buffalo, a meio caminho da divisa com a Pensilvânia.
A população anual de Lily Dale é estimada em 275. A cada ano, aproximadamente 22.000 visitantes vêm para aulas, workshops, serviços religiosos públicos e demonstrações de mediunidade, palestras e consultas privadas com médiuns. Nos últimos anos, os palestrantes convidados incluíram Lisa Williams, Dee Wallace, membros do Ghost Hunters, monges tibetanos, James Van Praagh, Dr. Wayne Dyer e Deepak Chopra.
Lily Dale foi incorporada em 1879 como Associação Livre do Lago Cassadaga, um acampamento e local de encontro para espiritualistas e livres-pensadores. O nome foi alterado para The City of Light (em português:  Cidade da Luz) em 1903 e, finalmente, para Lily Dale Assembly (em português:  Assembleia de Lily Dale) em 1906. O objetivo de Lily Dale era promover a ciência, a filosofia e a religião do espiritualismo.
Lily Dale foi apresentado no documentário da HBO No One Dies in Lily Dale. A maior parte do vilarejo foi listada no Registro Nacional de Lugares Históricos em 2022.

## Geografia e características
Lily Dale está localizado a leste do lago Cassadaga Superior, um dos quatro lagos que compõem o sistema de lagos Cassadaga, a uma altitude de aproximadamente 400 metros. Suas coordenadas são 42°21'06" Norte, 79°19'27" Oeste (42,351725, -79,324211). Sua principal rota de acesso é a a New York State Route 60, localizada a cerca de 800 metros a leste do vilarejo e que segue de norte a sul até as cidades de Dunkirk e Jamestown.[carece de fontes?]
Leolyn Woods é uma área de 4 hectares de floresta primária localizada na comunidade de Lily Dale. A Assembleia de Lily Dale cobra uma taxa de entrada durante o verão, mas a entrada é gratuita e aberta ao público em outras épocas do ano. O bosque é pequeno, mas abriga algumas das árvores antigas e grandes mais acessíveis da região, incluindo o pinheiro-branco-oriental, com 41 metros de altura. Outras espécies de árvores de grande porte incluem o carvalho-vermelho-do-norte, a cicuta-oriental, o bordo-vermelho, o bordo-do-açúcar, a magnólia-pepino e a cerejeira-preta. Estima-se que algumas árvores tenham entre 200 e 400 anos.[carece de fontes?]

## Espiritualismo e a comunidade de Lily Dale
Lily Dale tornou-se o maior centro do movimento espiritualista enquanto outras organizações semelhantes entravam em declínio. Outras comunidades, como Cassadaga (Flórida) e Camp Chesterfield (Indiana), foram fundadas com princípios semelhantes e ainda são organizações ativas. O Fox Cottage, famoso pelas irmãs Fox, foi transferido de Hydesville, Nova Iorque, para Lily Dale em 1915, embora tenha sido destruído por um incêndio em 21 de setembro de 1955.
Lily Dale abriga a sede da Associação Espiritualista Nacional de Igrejas (NSAC), fundada em 1893: o primeiro presidente da NSAC, Harrison D. Barrett, era residente de Lily Dale.
Uma grande população de pessoas associadas ao espiritualismo reside em Lily Dale o ano todo. As médiuns de televisão Lisa Williams e Michelle Whitedove têm casas aqui.

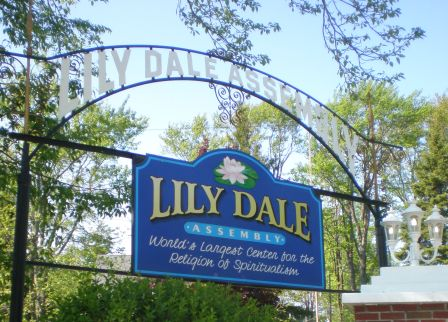
Entrada da comunidade espiritualista de Lily Dale, Nova Iorque
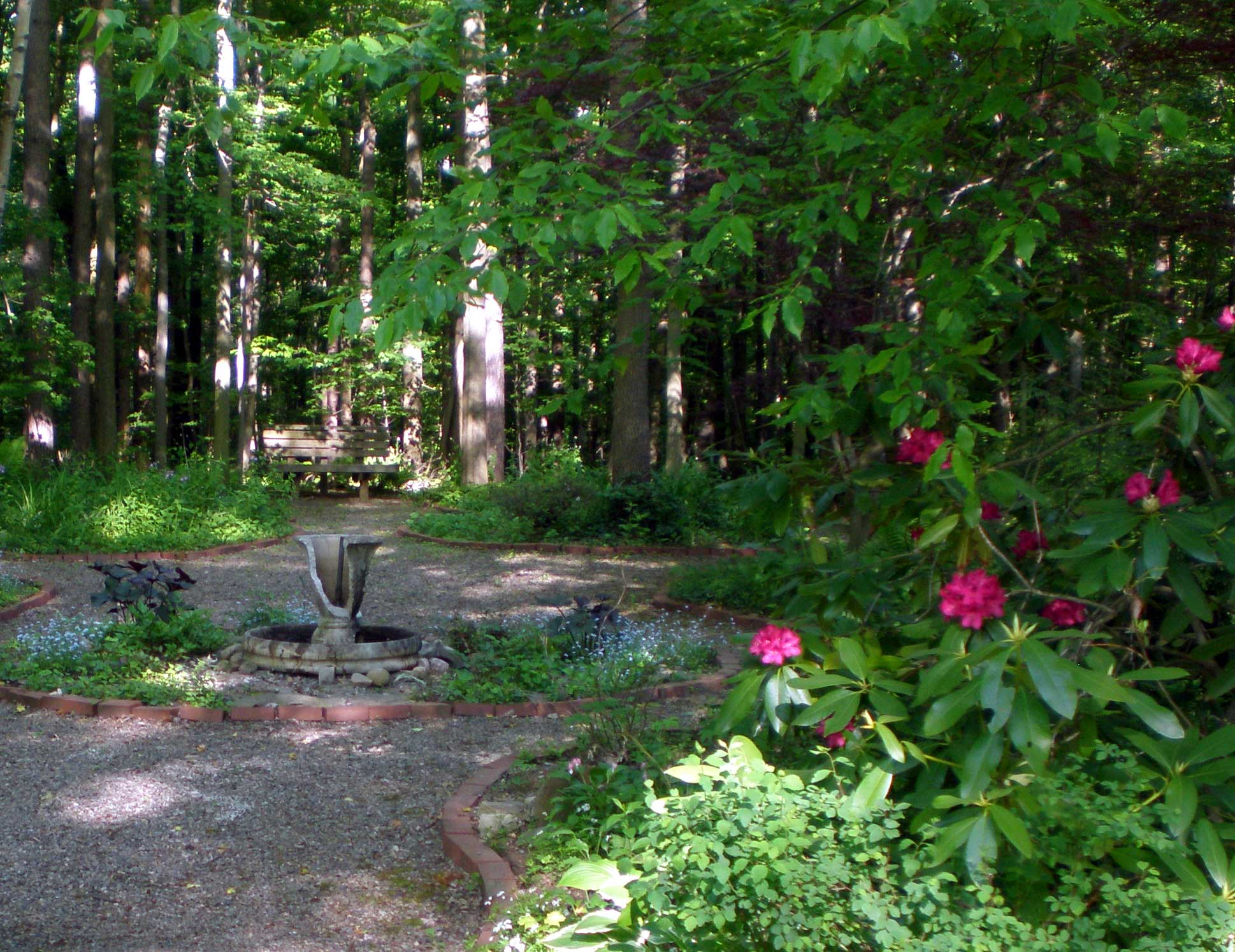
O antigo local da cabana das Irmãs Fox é agora uma pequena clareira na floresta
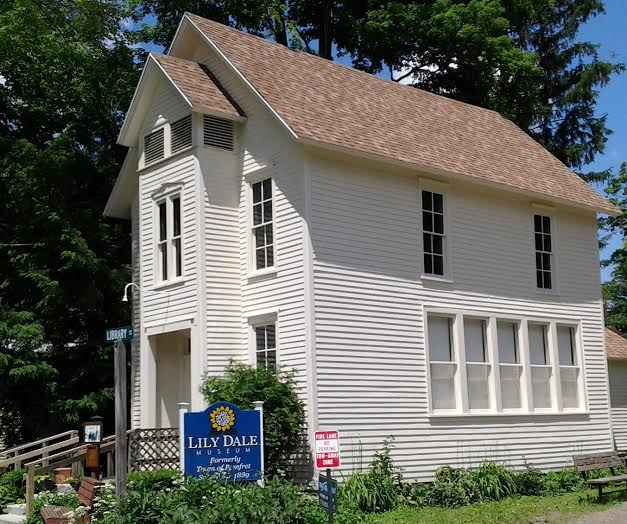
O Museu de Lily Dale está localizado em um prédio escolar reformado e apresenta exposições sobre a história do Espiritualismo

## Assembleia Espiritualista de Lily Dale
A Assembleia Espiritualista de Lily Dale realiza reuniões durante todo o ano e oferece seminários sobre temas como mediunidade,  estudos espiritualistas e temas relacionados ao paranormal. Palestrantes renomados como Deepak Chopra, Dr. Wayne Dyer e John Edward têm se apresentado com frequência em Lily Dale. Esta comunidade privada abriga a Biblioteca Marion Skidmore, o Museu de Lily Dale,  seu próprio Corpo de Bombeiros Voluntários e também é a sede da já mencionada Associação Nacional Espiritualista de Igrejas.
Lily Dale abriga 160 residências particulares, dois hotéis, casas de hóspedes, livrarias espiritualistas e de New Age, dois restaurantes e um café. Livretos gratuitos do Programa de Verão anunciam eventos como demonstrações de mediunidade, serviços religiosos, workshops, encontros de troca de ideias e serviços de cura. Os visitantes também encontram áreas de acampamento para barracas ou veículos de recreação, áreas para piquenique e uma praia à beira do lago para nadar e tomar sol. A entrada nas manhãs de domingo é dispensada para permitir a frequência à igreja.

## Na cultura popular
Lily Dale é o pano de fundo para uma série de romances sobrenaturais para jovens adultos  da autora best-seller do New York Times, Wendy Corsi Staub, que cresceu a poucos quilômetros de Lily Dale. Até o momento, a série inclui quatro títulos publicados pela Walker Books for Young Readers: Lily Dale: Awakening, Lily Dale: Believing, Lily Dale: Connecting e Lily Dale: Discovering. Staub também escreveu um thriller adulto ambientado em Lily Dale, intitulado In the Blink of an Eye, publicado pela Kensington Books em 2002, e atualmente escreve Lily Dale Mysteries, uma série spin-off adulta com novos personagens, bem como vários do original. Os três primeiros livros são Nine Lives, Something Buried, Something Blue e Dead of Winter, com dois títulos adicionais em breve.
Lily Dale foi o cenário da série de TV fictícia Supernatural, no episódio 7 da 7ª temporada, chamado "The Mentalists".